# Битва на Вучому Долі (1876)
Битва на Вучому Долі (серб. Битка код Вучјег дола) — вирішальна битва між турками і чорногорцями, яка відбулась 18 липня 1876 року на плато Вучий Дол (серб. Вовча долина) близько шести миль на схід від Білечі. 

## Склад військ
У Чорногорсько-турецькій війні 1876—1878 років, Північний загін Чорногорії, що складався з 17 чорногорських, 11 герцеговинських батальйонів і чотирьох гармат, після провалу на Бішині, зібрався в Невесині 27 липня, ввечері в селі Врбіці. Цього дня князь Нікола послав усі сили до 4-ї бригади, а 6 резервний батальйон потрапив під його безпосереднє командування.
Турецькі війська (24 батальйонів та 12 гармат) прибули до Білечі 27 липня 1876 року.
Турки 28 липня у складі 16 батальйонів і 12 гармат взяли курс Білеча — Вучі Дола — Ублі. Війська розподілялися так: чотири батальйони та дві гармати під командуванням Селіма-паші, п'ять батальйонів і три гармати під командуванням Османа-паші та дев'ять батальйонів та сім гармат під безпосереднім командуванням Ахмед Мухтар-паші, а також башибузуки (1000 осіб).

## Хід битви
Чорногорсько-герцеговинські форпости зазнавали артилерійського обстрілу з висот Кокот (1249 м), Ковчег (1216 м) та Голо Брдо (1049 м та 1073 м). Війська Чорногорії рушили з табору до села і почали наступати на висоти — оборону Ковчега зламали праворуч під командуванням сердара Йоле Пілетича, в центрі під командуванням Байо Бошковича, а ліворуч під командуванням воєводи Петра Вукотича, за ним йшли війська воєводи Пеко Павловича, а князь Нікола повів свій батальйон на Кокот (1249 м). Турки стримували атаки на Кокот та Ковчег. Потім Північний загін увірвався в позиції Вардара та Кокот, і коли турки були на відстань 1000—1500 м, пішли їм назустріч. Хоча без підтримки артилерії, яка була спрямована в Ублі, ліве крило Північного загону перебувало у скрутному становищі, чорногорці змогли розбити іррегулярних башибузуків, які вирвалися з рядів низамів (регулярні війська Туреччини). Північний загін взяв натиском Ковчег і захопив багато гармат, при цьому був убитий Селім-паша. Тим часом, праве крило Північного загону розбило колону Османа-паші, захопило гармати і винищило цілий батальйон турків. Мухтар-паші вдалося втекти, а його війська в паніці втекли в Білечу, залишивши гармати. Зламані війська турків були наздогнані і Осман-паша наступного дня пішов у відставку.
У битві турки зазнали тяжкої поразки. Ця перемога вважалася найважливішою за всю Чорногорсько-турецьку війну.

## Галерея

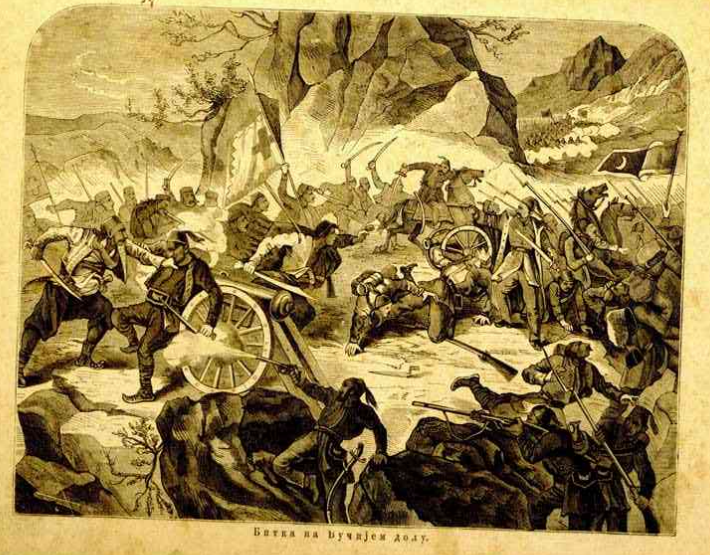
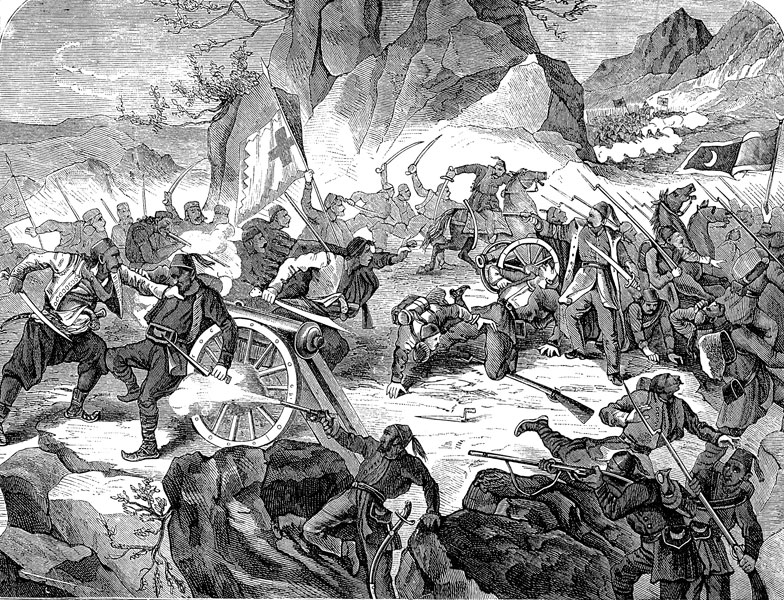